# Frauenpartei
Die Frauenpartei (Kurzbezeichnung: Frauen) war eine politische Kleinpartei in der Bundesrepublik Deutschland.

## Geschichte
Der Gründungsparteitag fand am 30. September 1979 in Warendorf (Westfalen) statt. Zu den dort anwesenden 25 Frauen gehörten auch Eva Rath und Sibylle Schücking-Helfferich. Schücking-Helfferich wurde erste Vorsitzende der Partei, Rath, vormals SPD-Mitglied, übernahm die Geschäftsführung. Die Geschäftsstelle wurde in Kronshagen bei Kiel, dem Wohnort Raths, angesiedelt.
Anfang 1980 traten erhebliche Spannungen innerhalb der Partei auf. Konfliktpunkt war die grundsätzliche Frage, ob auch Männern eine Mitgliedschaft ermöglicht werden sollte. Während sich Rath gegen einen grundsätzlichen Ausschluss von Männern wandte, forderte Schücking-Helfferich eine reine Frauenpartei.
Bereits im März 1980 kam es daher zur Spaltung. Die Gruppe um Schücking-Helfferich errichtete eine eigene Geschäftsstelle in Soest.
Im Mai 1980, eine gerichtliche Klärung war zuvor bereits gescheitert, schloss die Schiedskommission der Partei 14 Frauen aus. In der Folge entstand eine heftige Auseinandersetzung um den Namen Frauenpartei, wobei sich letztlich die Kieler-Gruppe um Eva Rath durchsetzen konnte. Die Soester-Gruppe änderte ihren Namen in Frauen ins Parlament. 
Im September 1980 erfolgte der erste ordentliche Parteitag der Frauenpartei.  
Es erfolgten mehrere Kandidaturen für Landesparlamente. 1987 trat die Partei bei der Bundestagswahl an. Die Wahlerfolge waren jedoch nur gering. Nach 1989 trat sie nicht mehr öffentlich in Erscheinung. Ende 1997 trat die Frauenpartei der 1995 gegründeten Partei Feministische Partei Die Frauen bei.

## Weitere Frauenparteien in Deutschland
In der Weimarer Republik gab es mehrere regionale oder kommunale Gruppen mit dem Namen „Frauenpartei“. In Berlin kandidierte bereits 1920 ohne Erfolg eine Frauenpartei. Ab 1924 wurde in der Frauenbewegung die Gründung einer Frauenpartei diskutiert. Bei Kommunalwahlen traten in einzelnen Städten Frauenlisten an. Von 1927 an unterstützte der Bund deutscher Frauenvereine solche Listen.
1991 verwarf der Unabhängige Frauenverband (UFV) die Überlegung, eine Frauenpartei zu gründen.

## Wahlen

### Bundestagswahl
- 1987: 62.904 Stimmen; 0,17 %

Die Frauenpartei war jedoch in den Bundesländern Niedersachsen, Rheinland-Pfalz und Saarland nicht angetreten.

### Europawahl
- 1984: 94.463 Stimmen; 0,4 %

### Landtagswahlen
- Bremen

1983: 569 Stimmen; 0,1 %
- Hessen

1987: 1.004 Stimmen; < 0,1 %
- Niedersachsen

1982: 586 Stimmen; < 0,1 %
- Schleswig-Holstein

1983: 409 Stimmen; < 0,1 %